# Papistylus grandiflorus
Papistylus grandiflorus är en brakvedsväxtart som först beskrevs av Charles Austin Gardner, och fick sitt nu gällande namn av Kellermann, Rye och K.R.Thiele. Papistylus grandiflorus ingår i släktet Papistylus och familjen brakvedsväxter. Inga underarter finns listade i Catalogue of Life.